# Construccions i Infraestructures de la Generalitat S.A.
Construccions i Infraestructures Educatives de la Generalitat, SA (abreujat CIEGSA) és una empresa pública valenciana pertanyent a la Conselleria d'Educació de la Generalitat Valenciana. La seua missió és la de construir els nous centres educatius públics al territori del País Valencià, així com millorar i reformar els ja existents. Va ser creada pel decret 122/2000 l'any 2000 pel govern d'aquest territori.
La societat mercantil va tancar, segons els Comptes Generals de la Generalitat referents a l'exercici de 2007, l'any fiscal amb 51,6 milions d'euros de pèrdues. Una comissió d'investigació parlamentària de 2018 i 2019 va estudiar sobrecostos de més de 1.000 milions d'euros que els consellers d'Educació, Vicent Marzà i Ibáñez, i d'Hisenda, Vicent Soler i Marco van descriure com «l'espoli més gran de recursos públics» de la Generalitat. Segons la Guàrdia Civil, es va emprar per al finançament del Partit Popular de la Comunitat Valenciana del president de la Generalitat Francisco Camps i el president de la Diputació de València Alfonso Rus.